# CODAG-Antrieb

Prinzip eines CODAG-Antriebssystems

Ein CODAG-Antrieb (für Combined Diesel And Gas) ist ein Antriebskonzept aus dem Schiffbau, bei dem Dieselmotoren und Gasturbinen zusammen auf die Antriebswelle(n) geschaltet werden.
Die ersten Schiffe, die mit diesem System gebaut wurden, waren die Fregatten der Köln-Klasse der Bundesmarine.
Der Vorteil eines CODAG-Antriebes liegt im geringeren Treibstoffverbrauch durch die Antriebsdiesel in Verbindung mit kurzfristig zuschaltbaren Gasturbinen für Höchstgeschwindigkeit. Nachteilig ist die komplizierte Auslegung des Sammelgetriebes, da sehr unterschiedliche Leistungen gleichzeitig verarbeitet werden müssen (Größenordnung: Diesel einige tausend kW, Gasturbinen einige zehntausend kW).
CODAG-Antriebe werden häufig im Kriegsschiffbau eingesetzt.